# رامسور (کارولینای شمالی)
رامسور (به انگلیسی: Ramseur) شهری در ایالت کارولینای شمالی کشور ایالات متحده آمریکا است که جمعیت آن در سرشماری سال ۲۰۱۰ میلادی، ۱٬۶۹۲ نفر بوده‌است.